# Harald Christian Frederik Danski
Harald Christian Frederik Danski, danski general, * 1876, † 1949.